# サニーヘルス
サニーヘルス株式会社は、長野県長野市に本社を置く健康食品を製造販売する企業。

## 製品
- マイクロダイエット製品の販売。
- オリジナル健康食品の企画販売
- 化粧品の販売
- トイレタリー商品の販売

## 沿革
- 1970年6月 - 長野県長野市で健康飲料・健康食品の販売を開始。
- 1978年12月 - サニーヘルス株式会社として法人化。
- 1989年 - マイクロダイエットの販売を開始。